# Hobart Building
El Hobart Building es un edificio de oficinas ubicado en 582–592 Market Street, cerca de Montgomery y 2nd Streets, en el Distrito Financiero de la ciudad de San Francisco, en el estado de California (Estados Unidos). Se completó en 1914 después de solo once meses, lo que dio lugar a acusaciones de que había sido construido con cierto grado de imprudencia. En ese momento era el segundo edificio más alto de la ciudad, con 21 pisos y 87 m. Fue diseñado en estilo neoclásico por Willis Polk.
El edificio fue construido para Hobart Estate Company en el sitio de las oficinas anteriores de la compañía. Según los informes, la ubicación fue elegida por el fundador Walter S. Hobart en la década de 1880 por su ubicación prominente en la cabecera de 2nd Street, originalmente una de las principales calles de la ciudad que conduce al moderno barrio de Rincon Hill. Se dice que es el edificio comercial favorito de su diseñador, Willis Polk, su exterior de terracota esculpida con ornamentación barroca y el interior de mármol italiano y bronce hecho a mano son un ejemplo notable de arquitectura neoclásica.
Su forma inusual fue dictada por el sitio, que es un polígono asimétrico, y dado que una estructura vecina fue derribada en 1967, exponiendo un flanco, ahora es aún más idiosincrásico y sorprendente. El edificio Hobart fue designado como un hito por la ciudad de San Francisco en 1983.

## Galería

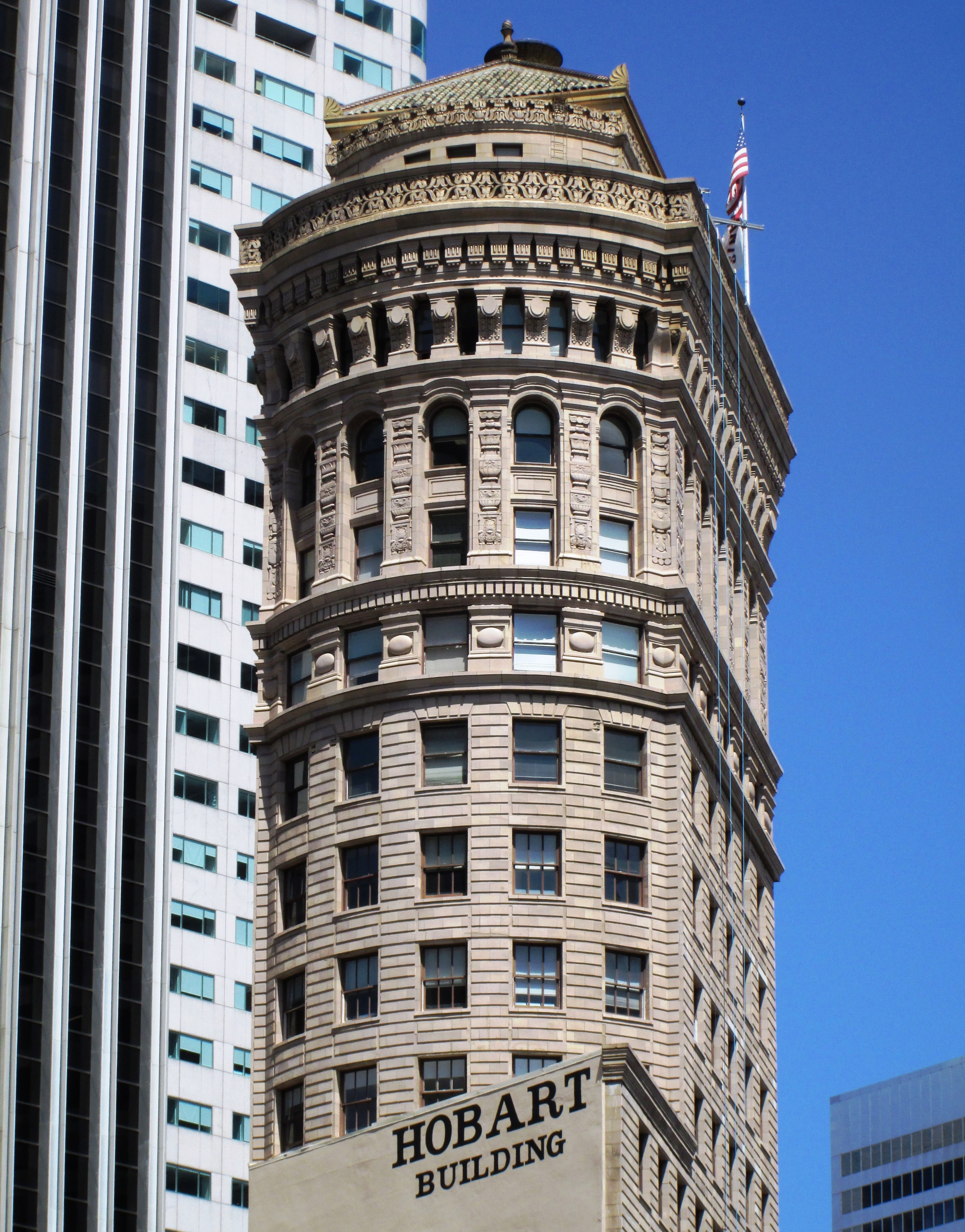
Parte superior del Hobart Building
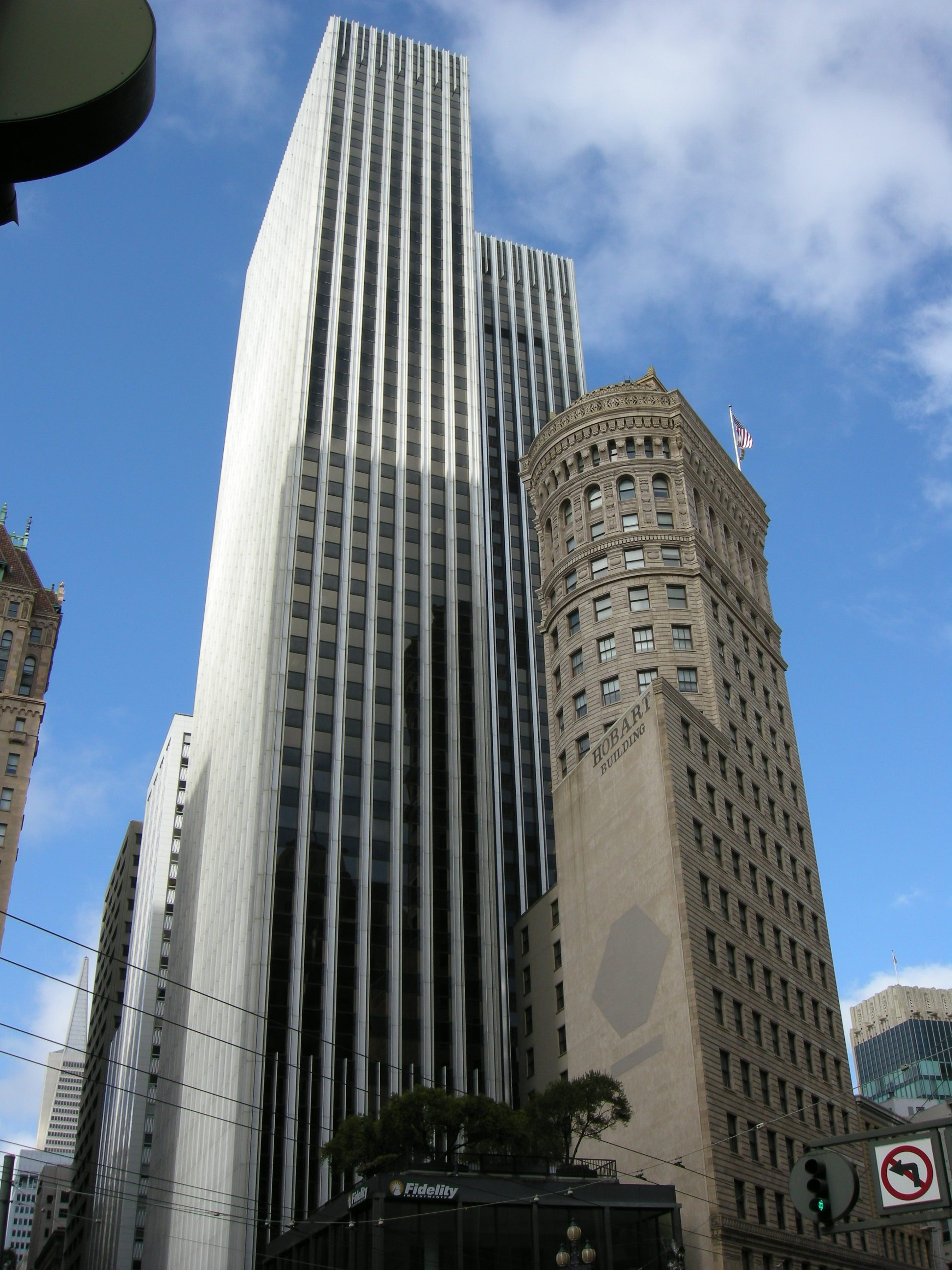
Junto al 44 Montgomery
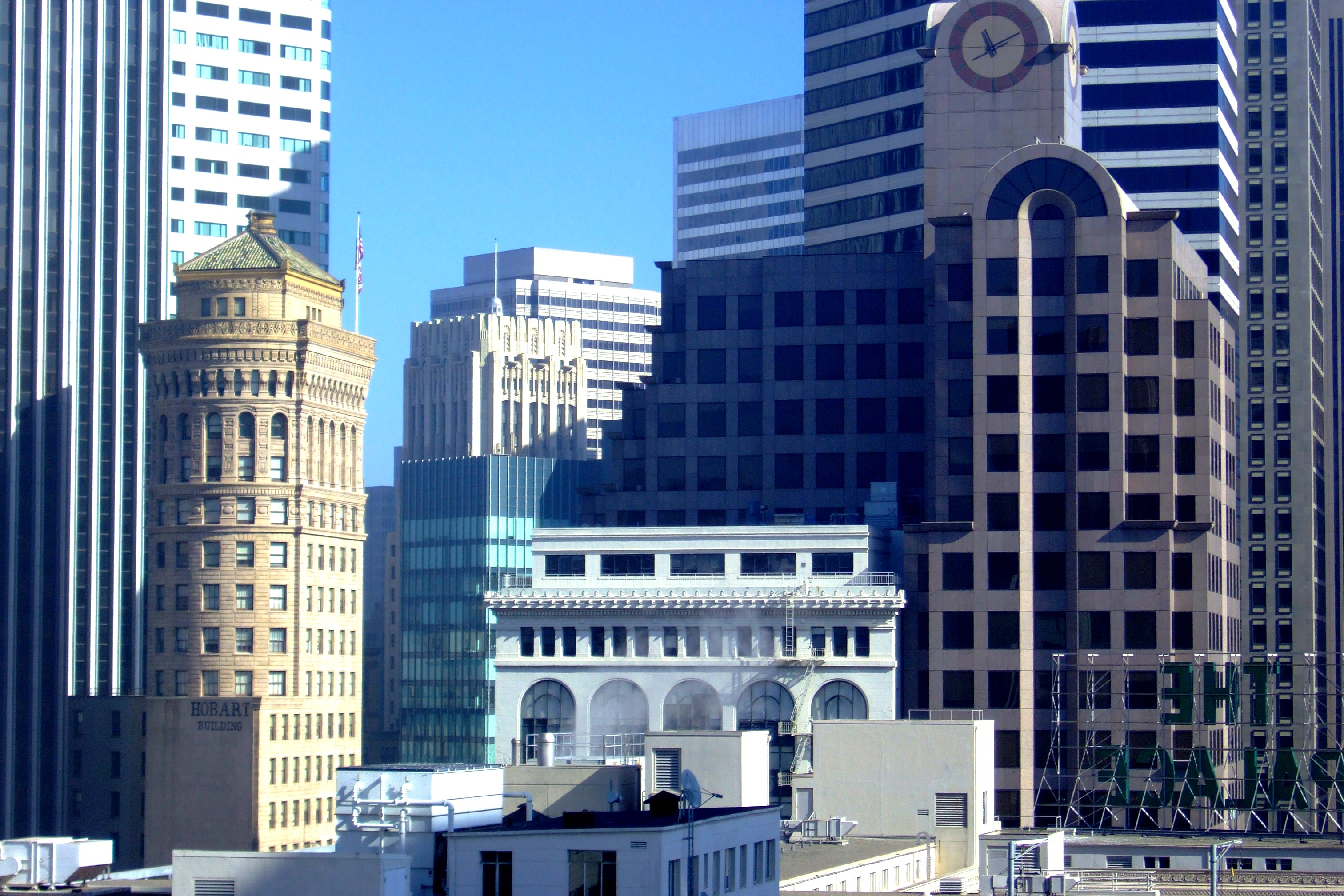
El Hobart Building en San Francisco